# کارما در هندوئیسم
کارما مفهومی در آیین هندوئیسم است که در آن چرخه زندگی به صورتی توصیف شده که پیامدهای خوب اعمال خوب گذشته و پیامدهای بد اعمال بد گذشته، سیستمی از کنش‌ها و واکنش‌ها را در طول زندگی روح هر موجود زنده‌ای (جیوا) که بارها دوباره متولد می‌شود (تناسخ) تشکیل می‌دهد. قوانین کارما نه‌تنها در مورد دنیای مادی بلکه در مورد افکار، گفتار، اعمال و اعمالی که دیگران تحت دستور ما انجام می‌دهند نیز صدق می‌کند. به‌عنوان‌مثال، اگر کسی کار خوبی انجام دهد، اتفاق خوبی در حال یا آینده برای او می‌افتد و اگر کار بدی هم از او سر بزند، باز نتیجه عملش را خواهد دید. در پورانه‌ها که مجموعه‌ای از مهم‌ترین متون مقدس در چند آئین ازجمله آئین هندو هست، گفته می‌شود که خدای کارما که اعمال خوب و بد مردم را مورد قضاوت قرار می‌دهد، سیاره زحل است که در ستاره‌شناسی هندوها، شانی نام دارد.
بر اساس تفکر مکتب ویدانته که تأثیرگذارترین مکتب الهیات هندو است، اثرات کارما توسط خدا (ایشوارا) کنترل می‌شود.
سه نوع کارما وجود دارد: پرارابدا، سانچیتا و کریامانا یا آگامی. کارمای سانچیتا مجموع کارماهای گذشته فرد است. کارمای پرارابدا از طریق بدن کنونی تجربه می‌شود و تنها بخشی از کارمای سانچیتا است. کارمای آگامی هم پیامد و نتیجه تصمیمات و اقدامات فعلی است.

## خواستگاه‌ها
ریگ‌ودا که مجموعه‌ای از اشعار و سرودهای مذهبی هندو به زبان سانسکریت ودایی است، قدیمی‌ترین منبعی است که برای اولین بار در آن از کلمه «کارما» استفاده شده است. در وداها که شامل نوشته‌های مذهبی ریشه گرفته از هند باستان است هم کلمه کارما به‌طور قابل‌توجهی به کار برده شده است. بر اساس براهمنه‌ها که نوشته‌هایی برای راهنمایی برهمنان در انجام صحیح مناسک و آیین‌های نیایشی ‌است، مرد مانند زنش در دنیایی که ساخته است به دنیا می‌آید و هرکس بر اساس ارزیابی اعمال نیک و بد خود در جهان دیگری قرار می‌گیرد. در این نوشته‌ها همچنین آمده است که از آنجایی که یک انسان بر اساس خواسته‌ها و امیالش ساخته شده است، بر همین اساس هم در جهان دیگری متولد می‌شود. محققان به‌طورکلی توافق نظر دارند که قوانین دکترین کارما نخستین بار در اوپانیشاد بریهدآرنیکه بیان شده است که قدیمی‌ترین اوپانیشادها است. این بخش از دکترین کارما در مورد بحث سرنوشت فرد پس از مرگ است.
اصول انتقال روح، با توجه به پیامدهای اعمال انجام شده، در ریگ‌ودا (ماندالا ۱، سوکتا ۲۴، مانترا ۲) با کلماتی مانند «saha na mahye aaditaye punar-daath pitharam drisheyam matharam cha» (شما همچنین باید بدانید که خدای یکتا تولد دوباره می‌دهد، غیر از او کسی نمی‌تواند چنین کند. اوست که افراد رهایی یافته را نیز از طریق والدین در پایان چرخه ماهاکالپا به دنیا می‌آورد.) بیان شده است. تولد دوباره نیز در مجموعه ریگ‌ودا، ماندالا ۱۰، سوکتا ۵۶ در بخش شوکلا یاجورودا ماندالا ۳، مانتراهای ۵۳، ۵۴ ذکر شده است.